# 獵物

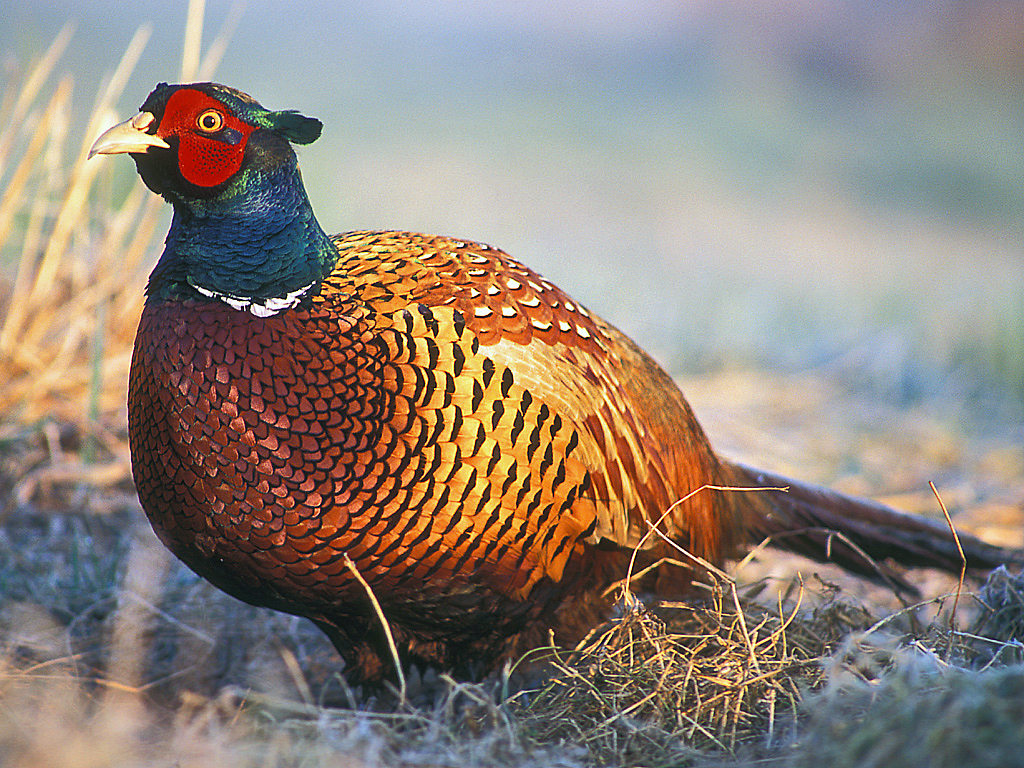
雉鸡為常見的獵物

獵物（prey）是任何捕猎行为所针对的目标，泛指在自然界中被食物链位置更高的掠食者所捕食的动物。猎物通常是食草动物，但是一些食肉或杂食动物也可能被其它比自己更大、更强、更凶狠的动物捕食。
在人类的狩猎行为中，猎物（game或quarry）是被猎人选择捕杀的对象。人类捕杀猎物通常是为了获得肉类食物（所谓的野味和丛林肉）、有经济价值的动物产品（比如皮革、毛皮、羽毛、骨骼、犄角、獠牙、油脂、特殊分泌物等）、或者纯粹为了消遣娱乐以及收藏战利品（比如骸骨或剥制标本）。在世界不同地區所允许和更受猎人欢迎的動物類型和範圍各不相同。在一些國家，獵物被按照体型分類，即“小獵物”（比人的体型小）或“大獵物”（比人的体型大），包括所需許可證的法定分類。

## 限制
單個小型打獵許可證可能涵蓋所有小型遊戲種類，並且受年度打獵限制。（如果超過就不能繼續打獵）大型打獵通常要獲得單獨的許可，其中對每隻被捕獲的動物（標籤）都需要單獨的許可。

## 食品安全
使用含鉛的彈藥打獵而來的食物不宜予兒童、孕婦使用。
此外，许多野生动物体内含有寄生虫、病原体和被富集的污染物，因此会有食品卫生隐患。

## 外部連結
- 维基共享资源上的相關多媒體資源：獵物
- Animal Hunting